# Филип Ото фон Геминген
Филип Ото фон Геминген (на немски: Philipp Otto von Gemmingen; * 1571; † сл. 1631) е благородник от стария алемански рицарски род Геминген в Крайхгау в Баден-Вюртемберг, дворцов майстер при херцог Фридрих Ахилес фон Вюртемберг-Нойенщат и по-късно главен фогт в Милтенберг в Долна Франкония, Бавария.
Той е син на Йохан фон Геминген (1549 – 1599) и съпругата му Анна Хайдин фон Хоенбург († 1601).
Той е дълго в двора в Нойбург на Дунав и по-късно става управител („Pfleger“) в Лауинген, където трябва да напусне. След това той става дворцов майстер на херцог Фридрих Ахилес фон Вюртемберг-Нойенщат (1591 – 1631) и след неговата смърт главен фогт в Милтенберг

## Фамилия
Филип Ото фон Геминген се жени за Аполония Мьорнауерин фон Лихтенверт и втори път за Барбара Рот фон Шрекенщайн. Той има две дъщери:
- Анна Констанция
- Мария Магдалена